# Jonathan Tonge

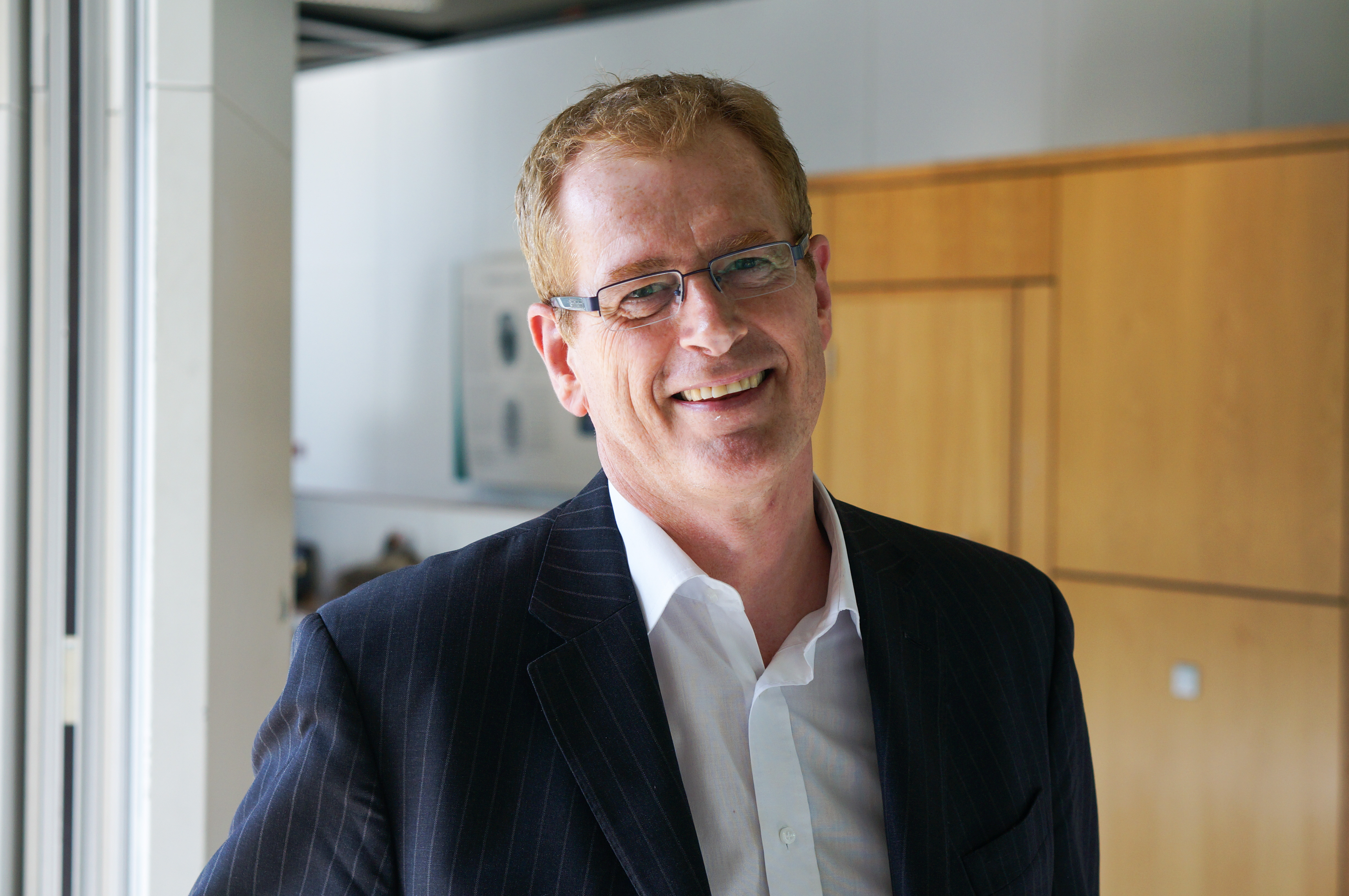
Jonathan Tonge

Jonathan Tonge (* 1. Oktober 1962) ist ein britischer Politikwissenschaftler, der an der University of Liverpool forscht und lehrt. Er war von 2005 bis 2007 Vorsitzender der Political Studies Association (PSA). Seit 2016 ist er zudem Präsident der British Politics Group bei der American Political Science Association. 
2006/07 war Tone Gastprofessor am Social and Policy Research Institute der University of Ulster. Nordirische Politik zählt zu seinen Forschungsschwerpunkten. Er ist Mitherausgeber der Zeitschrift Parliamentary Affairs.

## Schriften (Auswahl)
- Mit Maura Adshead: Politics in Ireland. Convergence and divergence on a two-polity island. Palgrave Macmillan, New York 2009, ISBN 9781403989697.
- Mit Gerard Murray: Sinn Féin and the SDLP. From alienation to participation. C. Hurst, London 2005, ISBN 1850656495.
- The new Northern Irish politics? Palgrave Macmillan, New York 2005, ISBN 0333948327.
- Northern Ireland. Polity, Cambridge/Maiden 2006, ISBN 0745631401.
- Northern Ireland. Conflict and change.  Prentice Hall Europe, London/New York 1998, ISBN 0135341817.